# Замский, Хананий Самсонович
Хананий Самсонович Замский (1913—1998) — советский учёный-дефектолог, кандидат педагогических наук, доцент.
Автор свыше 70 научных работ, часть которых переведена на иностранные языки. Его книга «История олигофренопедагогики» (1980) стала капитальным научным трудом, обобщающим достижения данной отрасли педагогической науки.

## Биография
Родился 30 мая 1913 года в городе Сураж Суражского уезда Черниговской губернии, ныне в составе Брянской области.
В 1936 году Хананий Самсонович женился на Тамаре Евгеньевне Муретовой (умерла 1 сентября 1998 года). В 1939 году окончил Московский педагогический государственный дефектологический институт (впоследствии был реорганизован в дефектологический факультет Московского государственного педагогического института им. А. С. Бубнова, ныне Московский педагогический государственный университет). Был назначен учителем вспомогательной школы при Научно-практическом институте специальных школ и детских домов (ныне Институт коррекционной педагогики РАО), работал с такими учёными, как Александр Романович Лурия, Жозефина Ильинична Шиф, Израиль Исаакович Данюшевский. Одновременно с работой в институте Хананий Замский продолжал своё образование в аспирантуре при Экспериментальном дефектологическом институте, где его учителями были Леонид Владимирович Занков и Филарет Миронович Новик.
В октябре 1939 года Замский был призван в РККА, службу начал в 278-й стрелковой дивизии 36-й армии Забайкальского военного округа. В 1942 году был принят в ряды ВКП(б)/КПСС. После окончания Великой Отечественной войны, участвовал в Советско-японской войне. Свой боевой путь завершил в звании лейтенанта в мае 1946 года в Маньчжурии.
После демобилизации, в 1947 году возобновил занятия в аспирантуре. В 1950 году защитил кандидатскую диссертацию на тему «Разнообразие при повторении учебного материала в вспомогательной школе» и в этом же году стал заведующим кафедрой общей педагогики в педагогическом институте города Барановичи. C сентября 1951 по 1974 год был заведующим кафедрой олигофренопедагогики Московского государственного педагогического института имени В. И. Ленина (ныне Московский педагогический государственный университет), где с 1961 по 1971 год был деканом дефектологического факультета. По инициативе Х. С. Замского и его непосредственном участии были открыты дефектологические факультеты в педагогических институтах Свердловска, Иркутска, Ташкента, Оломоуца (Польша), Магдебурга (ГДР).
Хананий Самсонович Замский был автором многочисленных работ по широкому спектру проблем отечественной дефектологии, переведённых на немецкий, английский, японский, испанский, словацкий, норвежский языки. Руководил научно-методической комиссией по олигофренопедагогике при Главном управлении военно-учебных заведений Министерства просвещения СССР, являлся членом президиума Научно-методического совета по дефектологии при Министерстве просвещения. Под его руководством было подготовлено и защищено 20 кандидатских диссертаций.
Умер 8 марта 1998 года в Москве.
Был награждён орденом Отечественной войны II степени и медалями, среди которых «За боевые заслуги», «За победу над Германией в Великой Отечественной войне 1941—1945 гг.», «За победу над Японией» и медаль (знак) ГДР «Активист социалистического труда».